# Roppolo
Roppolo är en ort och kommun i provinsen Biella i regionen Piemonte i Italien. Kommunen hade 880 invånare (2018).